# Sopa de pepino

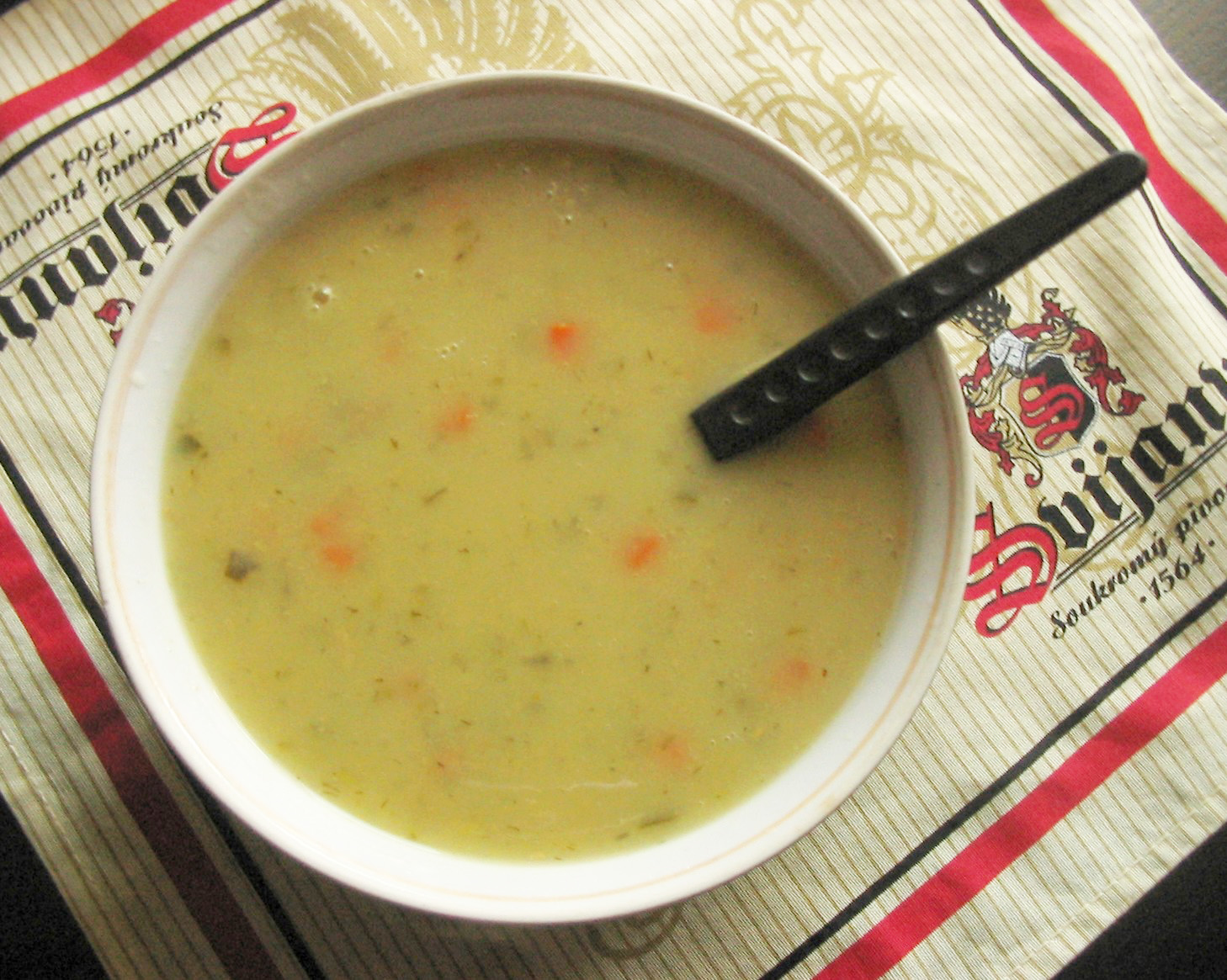
Sopa de pepino servida en un cuenco al estilo polaco.

La sopa de pepino es una sopa muy conocida en las cocinas de Polonia y Lituania, así como en la de otros pueblos. Las dos variantes de esta sopa son la propia sopa de pepinos y la sopa de pepinos fermentados (al estilo polaco) que se denomina Zupa ogórkowa o, simplemente a veces, ogórkowa (‘la de pepino’).

## Sopas de pepinos frescos
Algunas sopas de pepinos frescos son una mera mezcla de ingredientes (pepino, especies, otros vegetales o frutos) en la licuadora servidas frías o calientes en una especie de caldo.

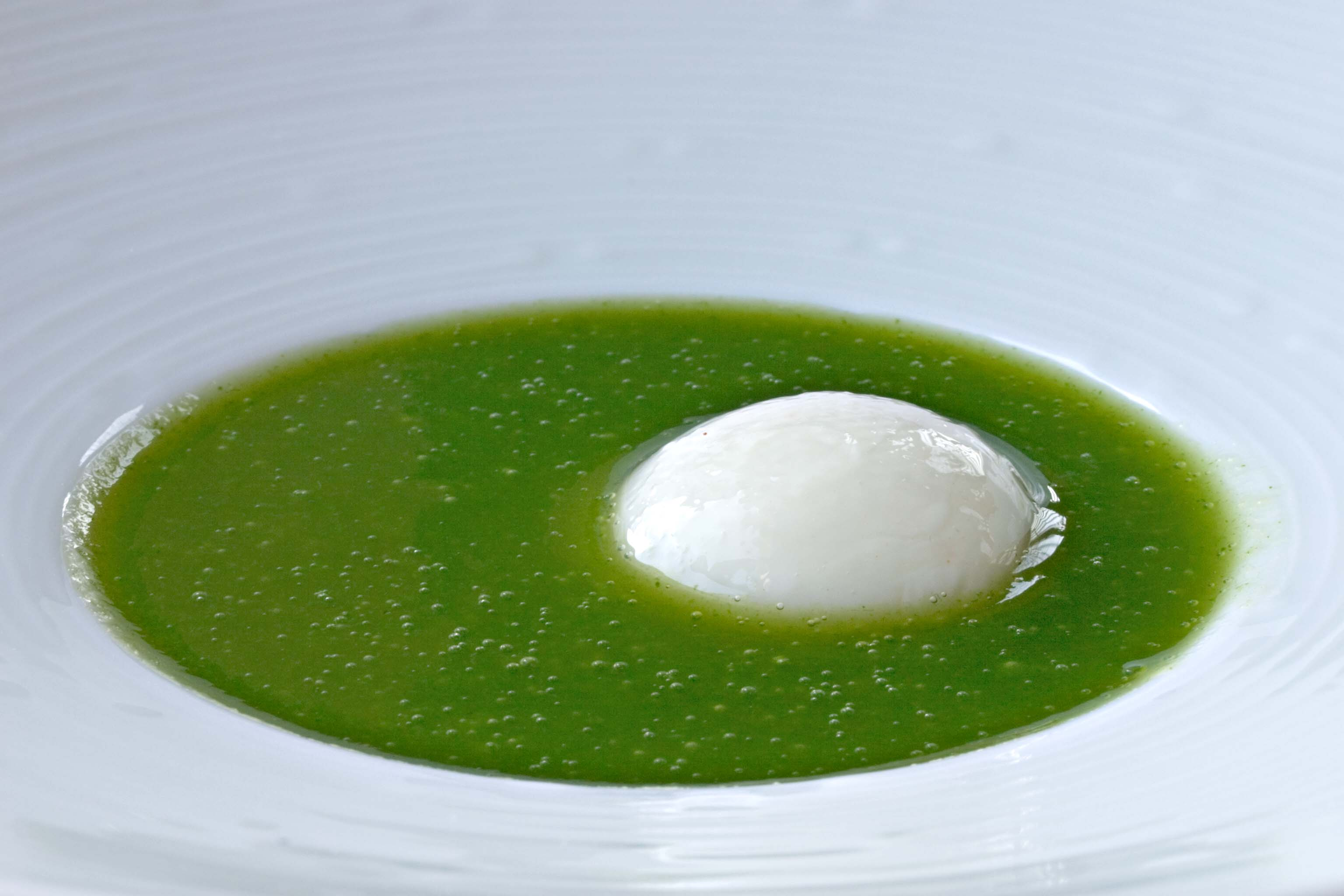
Sopa de pepino fresco y menta con una cucharada de yogurt